# Philenoptera cyanescens
Espèce
Classification APG III (2009)

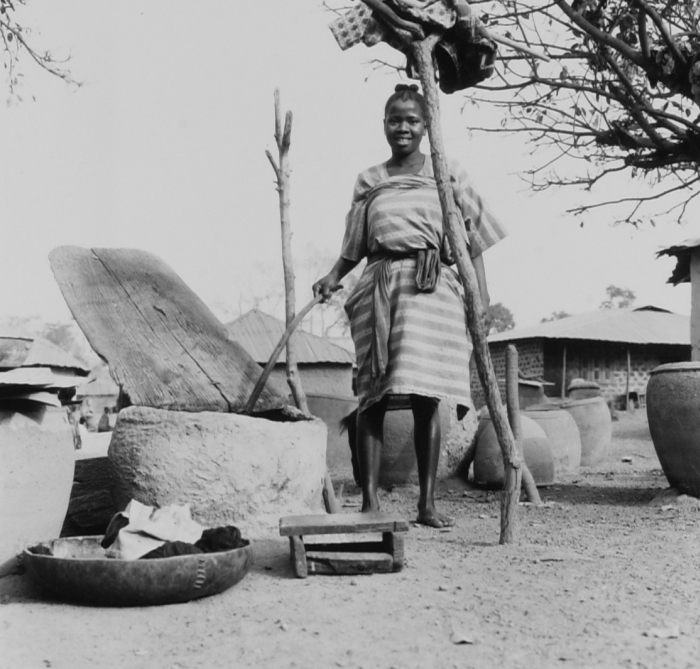
Fabrication de teinture d'indigo chez les Yoruba.

Philenoptera cyanescens est une espèce de plantes à fleurs de la famille des Fabacées. C'est un arbuste grimpant originaire d'Afrique, dont les feuilles sont utilisées pour la préparation de la teinture d'indigo. Outre ses nombreuses appellations dans les langues africaines , il est connu sous les noms de liane-indigo ou gara en Afrique francophone, de Yoruba indigo en Afrique anglophone.
Un synonyme fréquemment utilisé est Lonchocarpus cyanescens.

## Étymologie et histoire de la nomenclature
D'abord décrite comme Robinia cyanescens (le basionyme) par Schumacher  (Beskr. Guin. Pl. 351. 1827) et Thonning, puis comme Lonchocarpus cyanescens par Bentham en 1860, la plante est finalement rattachée au genre Philenoptera par Guy Roberty en 1954 (Bulletin de l'Institut français d'Afrique noire). Ce genre Lonchocarpus est maintenant considéré comme limité à l'Amérique tropicale (sauf Lonchocarpus sericeus (Poir.) Humb., Bonpl. & Kunth., rencontré à la fois en Afrique et en Amérique).
Le terme scientifique philenoptera, qui se décompose en grec en philenio-, « malléable », et pteron (πτερον), « aile », pourrait renvoyer à l'aile de la cosse, favorisant la dispersion. L'épithète spécifique cyanescens, « bleuissant », dérive du grec kyanos (κύανος), « bleu ».

## Description
Philenoptera cyanescens est un arbuste grimpant, atteignant jusqu'à 4 m de haut. Sous forme de liane, il peut développer une tige d'une vingtaine de mètres de long. Son écorce est grise à brun très pâle, avec une tranche jaunâtre.
Les feuilles sont imparipennées, formées de 2 à 3 paires de folioles opposées, elliptiques, de 5-18 x 2-6 cm ; la foliole terminale est plus grande.
L'inflorescence terminale ou axillaire est une longue panicule pouvant atteindre 60 cm de long, d'abord érigée puis pendante. La fleur papilionacées est formée d'un calice campanulée, à courtes dents, d'une corolle de couleur mauve rosé à lilas foncé, avec une tache médiane blanche ou jaune sur l'étendard, de 10 étamines soudées en un tube, un ovaire supère et un style courbe.
Le fruit est une gousse étroitement elliptique à linéaire-oblongue, de 6-14 x 1-2 cm, rétrécie aux deux extrémités, renfermant de 1 à 5 graines de couleur vert roussâtre devenant brun pâle à maturité, latéralement aplatie.

## Distribution
Philenoptera cyanescens est originaire d'Afrique de l'Ouest tropicale où il est réparti du Sénégal au Cameroun (Cameroun; Guinée Équatoriale, Bénin; Burkina Faso; Côte d'Ivoire; Ghana; Guinée; Guinée Bissau; Liberia; Mali; Nigeria; Sénégal; Sierra Leone; Togo).
Il se rencontre dans la savane et les forêts claires décidues.

## Synonymes
Suivant The Plant List, les synonymes sont :
- Lonchocarpus cyanescens (Schum. & Thonn.) Benth.
- Robinia cyanescens Schum. & Thonn.

## Utilisations

### Plante tinctoriale
En culture, la plante pousse rapidement et atteint trois mètres de hauteur. Après la récolte, elle repousse rapidement ; ce sont les jeunes pousses qui donnent le meilleur indigo. De toutes les parties aériennes de la plante, on peut extraire une teinture à l'indigo qui sert à teindre en bleu ou bleu-noir le coton, le raphia, le cuir, les cheveux et les sculptures sur bois.
Cette teinture est utilisée en Afrique de l'Ouest au moins depuis le XIe siècle et reste employée dans de nombreuses régions. Elle est très courante chez les Baoulés de Côte d'Ivoire. Elle est aussi utilisée par les femmes yoroubas du Sud-Ouest du Nigeria pour faire des adire, suivant une technique de batik qui consiste à recouvrir de cire la partie du tissu que l'on ne souhaite pas teindre.
Citons aussi, à la Sierra Leone, l'étoffe gara (en mandinka), teinte à l'indigo naturel. Traditionnellement, les étoffes tissées teintes au gara étaient réservées aux chefs pour les tenues cérémonielles, les dots, les vêtements de sépulture et les cadeaux aux visiteurs de marque. Actuellement, le gara est porté par un plus grand nombre de personnes et exporté aux États-Unis et au Royaume-Uni. Il a conquis le titre de symbole identitaire national.

### Plante médicinale
Au Sénégal, les feuilles et les racines de Philenoptera cyanescens sont appliquées en cataplasme dans le traitement des maladies de peau et des ulcères. En Sierra Leone et Guinée Bissau, elles servent à soigner la lèpre. Au Nigeria, la décoction de feuilles et racines sert à traiter l'arthrite, les maladies vénériennes et la diarrhée.
Les extraits de la plante manifestent une activité anti-psychotique sur le rat.